# Ghursali
Ghursali – wieś w Armenii, w prowincji Lorri. W 2011 roku liczyła 464 mieszkańców.